# Espèces d'espaces
Espèces d'espaces est un ouvrage de Georges Perec, publié en 1974 aux éditions Galilée.

## Résumé
À mi-chemin entre l’essai et le poème en prose, le texte se présente comme « le journal d’un usager de l’espace », défini comme « ce qui arrête le regard, ce sur quoi la vue butte. »
Par emboîtements successifs, à la manière de poupées russes, Perec décrit d’abord la page sur laquelle il écrit, puis le lit, la chambre, l’appartement, l’immeuble, la rue, le quartier, la ville, la campagne, le pays, l’Europe, le monde, l’ESPACE, avant de tenter de définir l’inhabitable, puis de revenir brutalement à la page – et à l’écriture.
Écrit à la première personne, le texte interroge la façon dont nous habitons notre espace, en questionnant l’ordinaire, l’infra-ordinaire, « car ce que nous appelons quotidienneté n’est pas évidence, mais opacité : une forme de cécité, une manière d’anesthésie. »
La composition de l’ouvrage entremêle différents schémas narratifs : listes toujours ludiques et souvent alléchantes, réflexions, énumérations, travaux pratiques et exercices pour le lecteur, jeux typographiques, citations (parfois fausses), anecdotes, questions, extraits d’un guide de voyage ou d’une revue touristique, description détaillée du  tableau d’Antonello de Messine, Saint Jérôme dans son étude, note de la Waffen-SS concernant les plantes destinées à garnir les fours crématoires d’une bande de verdure, répertoire jubilatoire et désinvolte qui prétend être un index.
Le texte décrit aussi des projets en cours, comme Lieux où j’ai dormi, La Vie mode d’emploi, Tentative d’épuisement d’un lieu parisien, Lieux, et propose une définition de l’écriture qui résume à elle seule tout le projet littéraire de Perec.

## Extraits
- « L’objet de ce livre n’est pas le vide, ce serait plutôt ce qu’il y a autour, ou dedans[12]. »
- « Vivre, c’est passer d’un espace à l’autre, en essayant le plus possible de ne pas se cogner[13]. »
- « Décrire l’espace, le nommer, le tracer, [...] une géographie dont nous avons oublié que nous sommes les auteurs[14]. »
- « L’espace est un doute : il me faut sans cesse le marquer, le désigner ; il n’est jamais à moi, il ne m’est jamais donné, il faut que j’en fasse la conquête[15]. »
- « Écrire : essayer méticuleusement de retenir quelque chose, de faire survivre quelque chose : arracher quelques bribes précises au vide qui se creuse, laisser, quelque part, un sillon, une trace, une marque ou quelques signes[11]. »

## Analyse
La critique s’est assez peu intéressée à Espèces d’espaces.
Est-ce parce que « Mode d’emploi, journal de voyage, boîte à idées, hommage littéraire et autobiographie discrète, Espèces d’espaces est un texte qui déborde et dérange. L’auteur y joue sur tant de tableaux à la fois que son lecteur ne sait pas toujours quel parti suivre ? » 
Ou parce que, « philosophique, mais dans le sens de Socrate ou de l’Alice de Lewis Carroll. [l’ouvrage est] curieux, questionneur, dérangeant ? » 
Certains voient dans cet essai « une tentative d’épuisement de la notion d’espace », « un parcours qui met l’accent sur le déplacement plutôt que sur la stabilité, sur l’ouverture plutôt que sur la clôture, sur le devenir plutôt que sur l’identité. »
Tentative utile, car « les espaces retrouvent leur étrangeté quand on interroge obstinément les évidences, qui se laissent alors dissoudre par le regard, pénétrer par les mots. Instants de vacillement où le familier se découvre inconnu et livre sa part de secret. »
D’autres y décèlent une part autobiographique cachée, comme souvent chez Perec : certes, « l’espace qui fait l’objet de l’essai sera, d’abord, un espace verbal, voire littéraire » ; mais au-delà de l’apparence, « Perec ne décrit pas ; il ne joue pas le spectateur voyant ; plutôt il s’inclut dans sa création sous la forme de l’écrivain au travail, assis à sa table. Perec se crée en se fondant dans le sujet collectif par le moyen de l’écriture. […] Il crée en se créant. Il est l’usager de l’espace, de la page, le manipulateur des signes de l’alphabet. »
Car il lui faut s’ancrer : « L’enjeu intime [du livre] : se donner enfin un lieu où se tenir. C’est l’autoportrait de l’orphelin sans lieu propre, sans espace strictement intime qui dirait un ancrage dans l’histoire familiale, l’autoportrait d’un être que le morcellement des espaces, l’absence de repères et une mère condamnée à l’errance d’un tombeau inexistant conduisent à se construire un espace psychique habitable […] : l’espace de la page. »
C’est cette tension et ce mécanisme d’inscription du matériau autobiographique dans le texte que Bernard Magné résumera dans un mot-valise : l’æncrage, l’événement biographique transformé en principe d’écriture ou en contrainte formelle

### Éditions
- Première publication : Éditions Galilée, 1974. Rééditions en 1985, 1992, 1994 et 2000. Le texte est dédié à Pierre Getzler.
- Édition au format poche dans la Bibliothèque Médiations, Denoël-Gonthier, 1976.
- Texte recueilli dans Œuvres, tome I, Gallimard, Bibliothèque de La Pléiade, 2017,  (ISBN 978-2-07-011964-6), p. 553-649.
- Édition augmentée d'inédits, Seuil 2022.  (ISBN 978-2-02-147909-6)

### Adaptations
- Espèces d'espaces, mise en scène de Cécile Backès sur un texte de Georges Perec, scénographie et costumes de Virginie Merlin, lumière de Patrick Bouchy, avec François Clavier, Élisabeth Catroux. Théâtre 71, Malakoff, mars 1999.
- Espèces d'espaces, pour une soprano, un acteur, un haut-parleur, ensemble, vidéo et électronique, partition de Philippe Hurel sur un texte de Georges Perec, H. Lemoine, 2011.
- Espèces d'espaces, mise en scène d’Alexis Forestier, pièce sur un texte de Georges Perec, musique et adaptation du texte par Philippe Hurel, scénographie et costumes d’Alexis Forestier, lumière par Matthieu Ferry ; coproduction Ensemble 2E2M et la Muse en circuit ; avec Donatienne Michel-Dansac (soprano), l'Ensemble 2E2M et Pierre Roullier (direction musicale), Théâtre de la Renaissance, Oullins, mars 2012.

### Commentaires
- Entretien Georges Perec / Ewa Pawlikowska, 5 avril 1981, in : Georges Perec, Entretiens et conférences, éditions Joseph K., 2003,  (ISBN 978-2-910686-40-6), volume II, pages 203-204.

### Dérivés
- Propos amicaux à propos d’Espèces d’espaces, documentaire de Bernard Queysanne, Arte et les Producteurs associés, 1999. Il s’agit d’un portrait de Georges Perec bâti sur le plan d’Espèces d’espaces, qui figure dans les Suppléments du DVD d’Un homme qui dort, film du même Bernard Queysanne[27].

### Ouvrages critiques
- Marie-Claire Ropars-Wuillemier. Écrire l'espace. Presses Universitaires de Vincennes. 2002.  (ISBN 978-2-84292-118-7).
- Martine Schneider. Les Choses, Espèces d'espaces. résumé analytique, commentaire critique, documents complémentaires. Éditions Nathan. Collection Balises. 1991. (ISBN 2-09-188617-3).

### Articles critiques
- Laurence Corbel, Cartes modes d’emploi : pratiques d’espaces, déplacements cartographiques, in Cahiers Georges Perec no 12, Espèces d’espaces perecquiens, Le Castor Astral, 2015, (ISBN 9791027800094), p. 37-48.
- Dominique Moncond’huy, Écrire l’ordinaire : le jeu de l’intime et du collectif dans Espèces d’espaces, in Georges Perec artisan de la langue, Presses Universitaires de Lyon, 2012,   (ISBN 978-2-7297-0860-3), p. 131-141.
- Dominique Moncond’huy, Espèces d’espaces : du vide à l’écrit, autoportrait d’un écrivain, in Relire Perec, Presses Universitaires de Rennes, La Licorne, no 122, décembre 2016,  (ISBN 978-2-7535-5053-7), p. 285-305.
- Maria Consuelo Ortiz. L'autobiographie chez Perec : le cas d'Espèces d'espaces. Romanische Forschungen 107. Bd., H. 1/2 (1995), Ed. Vittorio Klostermann. Frankfurt am Main. 1995, pp. 157-162. Lire en ligne.
- Catherine Rannoux, Les effets de liste dans Espèces d’espaces et Les Choses, in Georges Perec artisan de la langue, Presses Universitaires de Lyon, 2012,   (ISBN 978-2-7297-0860-3), p. 155-164
- Derek Schilling, Mémoires du quotidien : les lieux de Perec, Presses universitaires du Septentrion, collection Perspectives, 2004,  (ISBN 2-85939-894-5). (un chapitre concerne Espèces d’espaces)
- Frédéric Yvan, L’extase du vide de Un homme qui dort à Espèces d’espaces de Georges Perec, in L’écriture et l’extase, Savoirs et clinique, 2007/1 (n°8), ERES, 2007,  (ISBN 9782749208299), p. 143-153. Lire en ligne.